# لوس كريك (ميزوري)
لوس كريك (بالإنجليزية: Loose Creek)‏ هي إحدى المجتمعات الفردية (غير مصنفة) في ولاية ميزوري في الولايات المتحدة الأمريكية.